# R136a3
Désignations
R136a3 est une étoile Wolf-Rayet appartenant à R136, un amas d'étoiles massives situées dans la constellation de la Dorade à 163 000 années-lumière. Elle est située près de R136a1, l'étoile la plus massive et la plus lumineuse connue. R136a3 est elle-même l’une des étoiles les plus massives et les plus lumineuses connues, 180 fois plus massive et 3,8 millions de fois plus lumineuse que le Soleil. Son rayon est de 19 R☉. La température à la surface de l'étoile est de 53 000 K.
Le nom officiel de l'étoile est RMC 136a3, signifiant Radcliffe observatory, Magellanic Clouds, 136a3.
Bien que R136a3 ait un type spectral Wolf-Rayet dominé par des raies d'émission d'hélium et d'azote, indiquant généralement une étoile hautement évoluée ayant perdu ses couches externes, R136a3 est en réalité une étoile extrêmement jeune. Le spectre comprend également des raies d'hydrogène et l'analyse montre que l'étoile est encore à 40 % d'hydrogène à la surface. L'hélium et l'azote de l'atmosphère d'une jeune étoile sont dus à une forte convection due au noyau massif et à la fusion intense du cycle CNO. Les raies d'émission dans le spectre indiquent une forte perte de masse causée par un vent stellaire continu,.